# Braunsbedra
Braunsbedra è una città tedesca situata nel circondario della Saale nel land della Sassonia-Anhalt.

## Geografia fisica
Braunsbedra è sita circa 25 km a sud di Halle (Saale) e circa 35 ad ovest di Lipsia. Presso Braunsbedra sorge il più vasto lago della Sassonia-Anhalt, che è anche il più vasto bacino artificiale della Germania. Il suo riempimento ebbe inizio il 30 giugno 2003 e si calcola che ci vogliano da sei a nove anni per riempirlo completamente. Il Geiseltalsee è una superficie d'acqua di circa 1.840 ettari, con un volume di liquido di 427 milioni di m³, uno sviluppo delle rive di circa 40 km ed una profondità di 80 m.

## La città
Al conglomerato cittadino appartengono anche le località di Bedra, Braunsdorf, Frankleben, Großkayna, Leiha, Lunstädt, Neumark, Neumark-Nord, Reipisch, Roßbach, Roßbach-Süd e Schortau. Dal 1º gennaio 2007 anche la comunità di Krumpa appartiene alla città.